# Problema di Fermi-Pasta-Ulam-Tsingou
In fisica, il problema di Fermi-Pasta-Ulam-Tsingou (noto in precedenza come problema di Fermi-Pasta-Ulam) in teoria del caos è l'apparente paradosso per cui molti sistemi fisici abbastanza complicati esibiscono un comportamento quasi esattamente periodico, chiamato ricorrenza di Fermi-Pasta-Ulam-Tsingou (o ricorrenza di Fermi-Pasta-Ulam), invece del comportamento ergodico atteso.
Questo fu una sorpresa per Fermi, che certamente si aspettava che un tale sistema termalizzasse in un tempo abbastanza breve, cioè che tutti i suoi modi vibrazionali alla fine apparissero con lo stesso peso, come previsto dal teorema di equipartizione dell'energia, o, più in generale, dall'ipotesi ergodica. Sebbene fenomeni di ricorrenza siano facilmente osservabili, alla fine diventò evidente che, considerando periodi di tempo sufficientemente lunghi, il sistema alla fine si termalizza. Sono state proposte molteplici teorie concorrenti per spiegare tale comportamento, che rimane un argomento di ricerca attiva.
L'intento originale era quello di trovare un problema di fisica che necessitasse di essere simulato numericamente sull'allora nuovo computer MANIAC: Fermi pensava che la termalizzazione costituisse un valido argomento al riguardo ed essa rappresentò uno dei primi utilizzi dei computer digitali nella ricerca matematica e fisica. I risultati inattesi sono stati uno stimolo allo studio dei sistemi non lineari.

## L'esperimento FPUT

In assenza di nonlinearità (viola), l'ampiezza associata a un modo rimarrà in quel modo. Se viene introdotta una nonlinearità quadratica nella catena elastica, l'energia può diffondersi tra tutti i modi di vibrazione, ma aspettando un tempo sufficientemente lungo (due minuti, in questa animazione), si potrà vedere come tutte le ampiezze ritornino nel modo originario.

Nell'estate del 1953 Enrico Fermi, John Pasta, Stanisław Ulam e Mary Tsingou condussero esperimenti numerici (ossia simulazioni al computer) di una corda vibrante che includeva un termine nonlineare (quadratico in un test, cubico in un altro e una funzione lineare a tratti, che approssimasse una dipendenza cubica, in un terzo) nella forza elastica. Essi scoprirono che il comportamento del sistema era molto diverso da quello che l'intuizione gli faceva supporre. Fermi pensava che dopo molte iterazioni, il sistema avrebbe mostrato di essersi termalizzato, un comportamento ergodico in cui l'importanza dei modi di vibrazione iniziali svanisce e il sistema diventa più o meno casuale con tutti i modi eccitati più o meno nella stessa maniera. Invece, il sistema mostrò un comportamento quasi periodico molto complicato. Pubblicarono i loro risultati in un rapporto tecnico di Los Alamos nel 1955 (Enrico Fermi morì nel 1954, e così questo rapporto tecnico fu pubblicato dopo la sua morte).
L'esperimento FPUT risultò molto importante sia perché mostrò come la nonlinearità causasse un comportamento particolarmente complesso, sia perché mostrasse l'utilità delle simulazioni al computer nell'analisi dei sistemi.

### Cambio di nome
Il report originale cita come autori Fermi, Pasta e Ulam (sebbene Fermi sia morto prima che la relazione fosse scritta) con un ringraziamento a Tsingou per il suo lavoro di programmazione delle simulazioni MANIAC. I contributi di Mary Tsingou al problema FPUT rimasero in gran parte trascurati dalla comunità scientifica fino a quando Thierry Dauxois (nel 2008) pubblicò ulteriori informazioni sugli sviluppi del problema e chiese che tale problema venisse rinominato per garantire anche la sua attribuzione.

## Il reticolo FPUT
Fermi, Pasta, Ulam e Tsingou simularono la corda vibrante risolvendo il seguente sistema discreto costituito da oscillatori accoppiati fra i primi vicini. Seguiamo la spiegazione presente nell'articolo di Richard Palais. Consideriamo N oscillatori che rappresentano una corda di lunghezza {\displaystyle \ell }, aventi posizioni di equilibrio {\displaystyle p_{j}=jh,\ j=0,\dots ,N-1}, dove {\displaystyle h=\ell /(N-1)} è il passo del reticolo. Allora la posizione del j -esimo oscillatore, in funzione del tempo, è {\displaystyle X_{j}(t)=p_{j}+x_{j}(t)}, così che {\displaystyle x_{j}(t)} descrive lo spostamento dalla posizione di equilibrio. FPUT utilizzarono le seguenti equazioni del moto:
{\displaystyle m{\ddot {x}}_{j}=k(x_{j+1}+x_{j-1}-2x_{j})[1+\alpha (x_{j+1}-x_{j-1})].}
(Nota: questa equazione non è equivalente a quella classica presente nella versione in francese dell'articolo)
Questa è semplicemente la seconda legge di Newton per la j -esima particella. Il primo termine {\displaystyle k(x_{j+1}+x_{j-1}-2x_{j})} è solamente la forma usuale della legge di Hooke per la forza elastica. Il fattore con {\displaystyle \alpha } è invece il termine di forza non lineare. Possiamo riscrivere tale equazione in termini di quantità continue definendo la velocità dell'onda {\displaystyle c={\sqrt {\kappa /\rho }}} , dove {\displaystyle \kappa =k/h} è il modulo di Young per la corda, e {\displaystyle \rho =m/h^{3}} è la densità di massa:
{\displaystyle {\ddot {x}}_{j}={\frac {c^{2}}{h^{2}}}(x_{j+1}+x_{j-1}-2x_{j})[1+\alpha (x_{j+1}-x_{j-1})].}

## Connessione all'equazione KdV
Il limite continuo delle equazioni che descrivono la corda (con la nonlinearità quadratica) è l'equazione di Korteweg–de Vries (equazione KdV). La scoperta di questo collegamento e della presenza di soluzioni solitoniche dell'equazione KdV, da parte Martin David Kruskal e Norman Zabusky nel 1965, è stato un importante passo avanti nello studio dei sistemi non lineari. Riportiamo di seguito una derivazione, abbastanza complicata, di questo limite, come si trova nell'articolo di Palais. Partendo dalla "forma continua" delle equazioni sul reticolo di cui sopra, definiamo prima u (x,t) come lo spostamento della corda alla posizione x e al tempo t. Allora si vuole che {\displaystyle u(p_{j},t)} corrisponda a {\displaystyle x_{j}(t)}.
{\displaystyle {\ddot {x}}_{j}={\frac {c^{2}}{h^{2}}}(x_{j+1}+x_{j-1}-2x_{j})[1+\alpha (x_{j+1}-x_{j-1})].}
Si può usare il teorema di Taylor per riscrivere il secondo fattore per {\displaystyle h} piccolo (i pedici di u denotano derivati parziali):
{\displaystyle {\begin{aligned}\left({\frac {x_{j+1}+x_{j-1}-2x_{j}}{h^{2}}}\right)&={\frac {u(x+h,t)+u(x-h,t)-2u(x,t)}{h^{2}}}\\&=u_{xx}(x,t)+\left({\frac {h^{2}}{12}}\right)u_{xxxx}(x,t)+O(h^{4}).\end{aligned}}}
Allo stesso modo, il secondo termine nel terzo fattore è
{\displaystyle \alpha (x_{j+1}-x_{j-1})=2\alpha hu_{x}(x,t)+\left({\frac {\alpha h^{3}}{3}}\right)u_{xxx}(x,t)+O(h^{5}).}
Per cui, il sistema FPUT diventa
{\displaystyle {\frac {1}{c^{2}}}u_{tt}-u_{xx}=(2\alpha h)u_{x}u_{xx}+\left({\frac {h^{2}}{12}}\right)u_{xxxx}+O(\alpha h^{2},h^{4}).}
Se uno dovesse tenere solo i termini fino a O(h) e assumere {\displaystyle 2\alpha h} si avvicina a un limite, l'equazione risultante è quella che sviluppa onde d'urto, che non vengono osservate. Quindi si sceglie di tenere anche il termine O(h2):
{\displaystyle {\frac {1}{c^{2}}}u_{tt}-u_{xx}=(2\alpha h)u_{x}u_{xx}+\left({\frac {h^{2}}{12}}\right)u_{xxxx}.}
Facciamo ora le seguenti sostituzioni, motivate dalla decomposizione in soluzioni di onde viaggianti (dell'equazione delle onde ordinaria, a cui questa si riduce se {\displaystyle \alpha ,h} svaniscono) in onde che si muovono verso sinistra e verso destra, in modo da considerare solo un'onda che si muove verso destra. Ponendo {\displaystyle \xi =x-ct,\ \tau =(\alpha h)ct,\ y(\xi ,\tau )=u(x,t)}, sotto questo cambio di coordinate, l'equazione diventa
{\displaystyle y_{\xi \tau }-\left({\frac {\alpha h}{2}}\right)y_{\tau \tau }=-y_{\xi }y_{\xi \xi }-\left({\frac {h}{24\alpha }}\right)y_{\xi \xi \xi \xi }.}
Per passare al limite continuo, si assume {\displaystyle \alpha /h} tenda a una costante, se {\displaystyle \alpha ,h} tendono a zero. Se poniamo {\displaystyle \delta =\lim _{h\to 0}{\sqrt {h/(24\alpha )}}}, allora
{\displaystyle y_{\xi \tau }=-y_{\xi }y_{\xi \xi }-\delta ^{2}y_{\xi \xi \xi \xi }.}
Ponendo {\displaystyle v=y_{\xi }} si arriva all'equazione KdV:
{\displaystyle v_{\tau }+vv_{\xi }+\delta ^{2}v_{\xi \xi \xi }=0.}
Zabusky e Kruskal sostennero che era proprio il fatto che le soluzioni solitoniche dell'equazione KdV possano passare l'una nell'altra senza che questo influenzi l'andamento asintotico, che spiegava la quasi periodicità delle onde nell'esperimento FPUT. In breve, la termalizzazione non poteva avvenire a causa di una certa "simmetria solitonica" nel sistema, che rompe l'ergodicità.
Una sequenza simile di manipolazioni (e approssimazioni) porta al reticolo di Toda, famoso anche per essere un sistema completamente integrabile. Anch'esso presenta soluzioni di solitoniche, le coppie di Lax, e quindi può anche essere usato per asseire la mancanza di ergodicità nel modello FPUT.

## Verso la termalizzazione
Nel 1966, Izrailev e Chirikov ipotizzarono che il sistema si sarebbe termalizzato, se gli venisse fornita una quantità sufficiente di energia iniziale. L'idea alla base è che la nonlinearità modifichi la relazione di dispersione, consentendo che si verifichino interazioni risonanti che facciano passare l'energia da un modo all'altro. Una rassegna di tali modelli può essere trovata in Livi et al. Tuttavia, nel 1970, Ford e Lunsford insistettero sul fatto che il mixing potrebbe essere osservato anche con energie iniziali arbitrariamente piccole. Esiste una lunga e complessa vicenda di approcci al problema, vedi Dauxois (2008) per una rassegna (parziale).
Un recente lavoro di Onorato et al. dimostra un percorso molto interessante verso la termalizzazione. Riscrivendo il modello FPUT in termini di modi normali, il termine non lineare viene espresso come un'interazione a tre modi (usando il linguaggio della meccanica statistica, questa potrebbe essere chiamata "interazione a tre fononi"). Tuttavia, non si tratta di un'interazione risonante e quindi non è in grado di diffondere l'energia da un modo all'altro; può solo causare la ricorrenza FPUT. L'interazione a tre fononi non può quindi termalizzare il sistema.
Un'intuizione chiave, tuttavia, è che questi modi sono combinazioni di modi "liberi" e "vincolati". Ossia, le armoniche superiori sono "legate" a quella fondamentale, in maniera sostanzialmente simile a quella con cui le armoniche superiori nelle soluzioni dell'equazione KdV sono legate a quella fondamentale. Esse non hanno quindi alcuna dinamica propria e possiedono invece una fase vincolata a quella dell'armonica fondamentale. La termalizzazione, se presente, può avvenire solo tra i modi liberi.
Per ottenere i modi liberi, è possibile applicare una trasformazione canonica che rimuova tutti i modi vincolati (che non sono coinvolti in interazioni risonanti). In questo modo nel sistema FPUT si ottengono modi di oscillazione che hanno un'interazione a quattro onde (l'interazione a tre onde è stata rimossa). Questi quartetti interagiscono in modo risonante, ossia mescolano quattro modi alla volta. Stranamente, però, nel caso in cui la catena FPUT abbia solo 16, 32 o 64 nodi, questi quartetti sono isolati l'uno dall'altro. Ogni modo considerato appartiene a un solo quartetto e l'energia non può passare da un quartetto all'altro. Continuando verso ordini superiori di interazione, si trova un'interazione a sei onde che è risonante; inoltre, ogni modo partecipa ad almeno due diverse interazioni a sei onde. In altre parole, tutti i modi diventano interconnessi e l'energia viene quindi trasferita tra tutti i diversi modi.
L'interazione a tre onde è di ordine {\displaystyle 1/\alpha } (lo stesso {\displaystyle \alpha } delle sezioni precedenti, qui sopra). L'interazione a quattro onde è di ordine {\displaystyle 1/\alpha ^{2}} e l'interazione a sei onde è di ordine {\displaystyle 1/\alpha ^{4}}. Sulla base di principi generali sulla correlazione delle interazioni (derivanti dalla gerarchia BBGKY) ci si aspetta che il tempo di termalizzazione sia proporzionale al quadrato dell'interazione. Pertanto, il reticolo FPUT originale (di dimensione 16, 32 o 64) finirà per termalizzare, su una scala temporale dell'ordine {\displaystyle 1/\alpha ^{8}}: chiaramente, questo diventa un tempo molto lungo per le interazioni deboli {\displaystyle \alpha \ll 1}; mentre, nel frattempo, la ricorrenza FPUT sembrerà non modificarsi. Questo particolare risultato vale per queste particolari dimensioni del reticolo; le interazioni risonanti a quattro o sei onde per reticoli differenti possono o no mescolare insieme modi diversi (perché le zone di Brillouin sono di dimensioni diverse, e quindi la combinatoria per cui i vettori d'onda possono sommarsi a zero è alterata). Le procedure generiche per ottenere le trasformazioni canoniche che linearizzino i modi vincolati rimangono un argomento di ricerca attiva.